# Crooked Boy
Crooked Boy es un EP del músico británico Ringo Starr, programado para ser publicado el 31 de mayo de 2024 por la compañía discográfica Universal Music. El álbum, compuesto y producido por Linda Perry, fue publicado como edición limitada en el Record Store Day de 2024. El lanzamiento digital fue acompañado de un video musical de «Gonna Need Someone», dirigido por Johann Rashid.

## Lista de canciones
| N.º | Título               | Duración |  |
| 1.  | «February Sky»       | 3:18     |  |
| 2.  | «Adeline»            | 2:41     |  |
| 3.  | «Gonna Need Someone» | 2:59     |  |
| 4.  | «Crooked Boy»        | 3:13     |  |